# 蒋之翘
蒋之翘（?—?），字楚雄，秀水（今屬嘉興）人。家贫，好藏书。明亡後隱居不出。有《甲申前后集》。辑《槜李诗乘》四十卷，另有《七十二家评楚辞》，辑司马迁以下七十余家短语。並重修《晋书》，並校注《昌黎》、《河东集》等。晚年无子，书籍多散佚。